# Wichertów (osada leśna)
Wichertów – osada leśna w Polsce, położona w województwie wielkopolskim, w powiecie tureckim, w gminie Przykona.
W latach 1975–1998 miejscowość administracyjnie należała do województwa konińskiego.